# Scopula mutaria
Scopula mutaria är en fjärilsart som beskrevs av Herrich-Schäffer 1845. Scopula mutaria ingår i släktet Scopula och familjen mätare. Inga underarter finns listade.